# Objectif Hambourg, mission 083
Pour plus de détails, voir Fiche technique et Distribution.
Objectif Hambourg, mission 083 (titre original : Missione Morte Molo 83) est un film d'espionnage franco-italien réalisé par Sergio Bergonzelli, sorti en 1966.

## Synopsis
Alors qu'il venait de mettre au point un nouveau type de carburant, un inventeur célèbre est retrouvé assassiné. Sa serviette contenant la formule de fabrication est dérobée...

## Fiche technique
- Titre : Objectif Hambourg, mission 083
- Titre original : Missione Morte Molo 83
- Réalisation : Sergio Bergonzelli
- Scénario : Bitto Albertini, Sergio Bergonzelli, Charles L. Bitsch et Víctor Andrés Catena
- Directeur de la photographie : Eloy Mella
- Montage : Jolanda Benvenuti
- Musique : Piero Piccioni
- Production : Sergio Bergonzelli, Adalberto Albertini et Robert Chabert
- Genre : Film d'espionnage
- Pays de production :  Italie,  France
- Durée : 91 minutes
- Dates de sortie :
  - Italie : 25 février 1966
  - France : 30 novembre 1966
- Affiche : Jean Mascii (France)

## Distribution
- Fred Beir (VF : Georges Aminel) : Lt. Jack (Nat en VF) Morris
- Gérard Blain : Robert Gibson
- Alberto Dalbes (VF : Jacques Deschamps) : Renard
- Anna Maria Pierangeli (VF : Marcelle Lajeunesse) : Hélène Blanchard
- Silvia Solar : Janette
- Gianni Solaro : Hermann Folch / Fiksch
- Mario Lanfranchi (VF : Jacques Beauchey) : Owen, l'espion à fine moustache
- Ignazio Dolce (VF : Claude Joseph) : Pierrot
- Bruno Arié (VF : Jacques Beauchey) : Zarik
- Luigi (Giggetto) Ciavarro (VF : Alain Nobis) : le bras droit de Folch
- Liana Orfei (VF : Lita Recio) : la femme de ménage de Morris